# 換腳的銅像

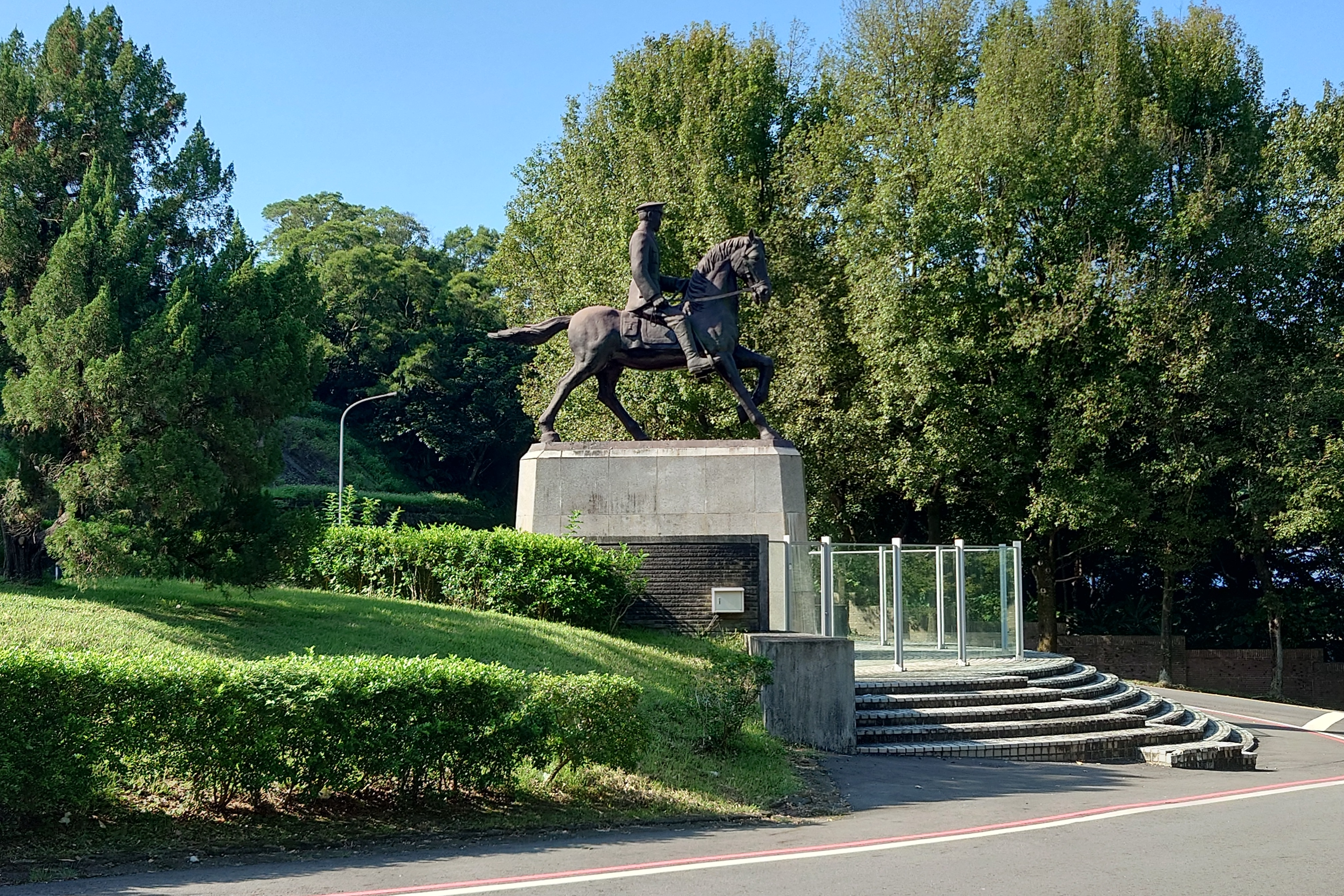
政大後山蔣中正銅像

換腳的銅像，是流傳於台灣台北市國立政治大學的都市傳說，據說校園裡的青銅蔣中正騎馬像所騎乘的馬會更換站立的前腳。
傳說最主要的內容為：位於政大後山上蔣中正銅像所騎的馬，會因為曲起來的前腳腳痠，會在沒人注意到的午夜時分偷換腳。
另外，也有投新台幣十元馬才會換腳、投新台幣二十元銅像會開始唱《梅花》、投新台幣五十元蔣中正會下來換投錢者騎馬、投新台幣一百元則會人馬交換位置的說法等；還有傳說聲稱，只要投錢，銅像就會載投錢者下山。
銅像換腳傳說，最早只在政大校園內流傳；後來由於1997年投稿在BBS「政大貓空行館」上的帖子，開始為外界知悉；後來傳說內容越來越豐富，出現了投幣的部分。